# Spanje op het Eurovisiesongfestival 1992
Spanje nam deel aan het Eurovisiesongfestival 1992 in Malmö (Zweden). Het was de 30ste deelname van het land aan het festival.

## Selectieprocedure
Net zoals de voorbije jaren koos de TVE ervoor om de kandidaat intern te selecteren.
Men koos voor de Spaanse zangeres Serafín Zubiri met het lied "Todo esto es la música".

## In Malmö
In Zweden moest Spanje optreden als 1ste, net voor België. Op het einde van de puntentelling hadden ze 37 punten verzameld, goed voor een 14de plaats.
Nederland en België gaven allebei 1 punt voor deze inzending.

### Gekregen punten

#### Finale
| 12 punten   | 10 punten     | 8 punten              | 7 punten             | 6 punten                                                          |
| ----------- | ------------- | --------------------- | -------------------- | ----------------------------------------------------------------- |
|             |               |                       | - Italië             | - Frankrijk                                                       |
| 5 punten    | 4 punten      | 3 punten              | 2 punten             | 1 punt                                                            |
| - Noorwegen | - Griekenland | - Finland - Luxemburg | - Malta - Oostenrijk | - België - Denemarken - Nederland - Turkije - Verenigd Koninkrijk |

### Punten gegeven door Spanje

#### Finale
Punten gegeven in de finale:
| 12 punten | Malta               |
| 10 punten | Israël              |
| 8 punten  | IJsland             |
| 7 punten  | Nederland           |
| 6 punten  | Frankrijk           |
| 5 punten  | Verenigd Koninkrijk |
| 4 punten  | Denemarken          |
| 3 punten  | België              |
| 2 punten  | Oostenrijk          |
| 1 punt    | Ierland             |

1961 · 1962 · 1963 · 1964 · 1965 · 1966 · 1967 · 1968 · 1969 · 1970 · 1971 · 1972 · 1973 · 1974 · 1975 · 1976 · 1977 · 1978 · 1979 · 1980 · 1981 · 1982 · 1983 · 1984 · 1985 · 1986 · 1987 · 1988 · 1989 · 1990 · 1991 · 1992 · 1993 · 1994 · 1995 · 1996 · 1997 · 1998 · 1999 · 2000 · 2001 · 2002 · 2003 · 2004 · 2005 · 2006 · 2007 · 2008 · 2009 · 2010 · 2011 · 2012 · 2013 · 2014 · 2015 · 2016 · 2017 · 2018 · 2019 · 2020 · 2021 · 2022 · 2023 · 2024 · 2025